# Südwestdeutschland
Südwestdeutschland bezeichnet ein nicht eindeutig abgegrenztes Gebiet im südwestlichen Deutschland.

## Verwendungen des Begriffs

### Politisch
Mit der Vereinigung von Württemberg-Baden, Baden und Württemberg-Hohenzollern zum Land Baden-Württemberg im Jahr 1952 kam der Begriff „Südweststaat“ auf. Davon ausgehend wird Südwestdeutschland bisweilen als Synonym für Baden-Württemberg gebraucht.
Im zeitgeschichtlichen Kontext der dem Ende des Zweiten Weltkriegs folgenden unmittelbaren Nachkriegszeit zwischen 1945 und 1949 wird unter Südwestdeutschland auch das Gebiet der Französischen Besatzungszone verstanden, das die Region des heutigen Bundeslandes Rheinland-Pfalz einschließt.

### Geografisch
Im geografischen Sinn bezeichnet Südwestdeutschland in der Regel außer Baden-Württemberg zusätzlich noch das Landdreieck zwischen Oberrhein (die Regionen Rheinhessen und Pfalz im Land Rheinland-Pfalz und das Saarland) sowie die Nordoststrecke der Oberrheinischen Tiefebene (Südhessen etwa südlich des Hochtaunus). Die Zugehörigkeit des Rests von Rheinland-Pfalz (etwa die früheren, 1999 aufgelösten Regierungsbezirke Koblenz und Trier) sowie die Hunsrück Region werden „Westdeutschland“ im weiteren Sinne zugeordnet.

### Sprachlich
Seltener wird Südwestdeutschland für den westoberdeutschen Sprachraum (alemannische Dialekte) in Deutschland verwendet. Dieser Raum umfasst in etwa die südlichen zwei Drittel von Baden-Württemberg und den Südwesten Bayerns (im Wesentlichen Bayerisch-Schwaben).

### Rundfunk

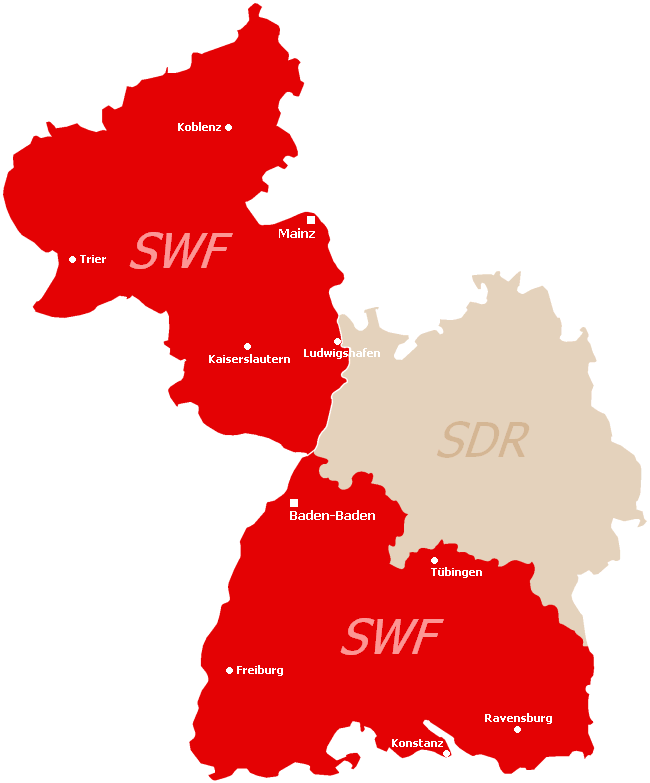
Sendegebiet des Südwestfunks 1946–1998. Im hellgrauen der SDR. Beide Gebiete bilden zusammen das Gebiet des heutigen SWR.

Der ehemalige Südwestfunk (SWF) hatte und der heutige Südwestrundfunk (SWR) hat die Region im Namen. Das Sendegebiet des SWF lag in Rheinland-Pfalz und im südlichen Baden-Württemberg. Das Sendegebiet des SWR dagegen umfasst nun neben Rheinland-Pfalz das gesamte Land Baden-Württemberg.